# Danny Webb
Daniel «Danny» Webb (Kent, Inglaterra, 22 de marzo de  1991) es un piloto inglés de motociclismo. Actualmente corre en el mundial de Supersport con el equipo WRP Wepol Racing.

## Biografía
Hizo su debut en el campeonato de 125cc en 2007 con el equipo Honda Arie Molenaar Racing, siendo su compañero de equipo Joey Litjens. Obtuvo su mejor resultado en Japón, donde alcanzó el decimotercer puesto. Finalizó la temporada en la vigésimo sexta posición con 3 puntos.
En 2008, compite con el equipo Graaf Aprilia, junto con Stevie Bonsey y Hugo van den Berg. Obtuvo su mejor resultado en Portugal, donde alcanzó el quinto lugar. Terminó la temporada en el puesto décimo noveno con 35 puntos. Esta temporada se vio obligado a saltar el Gran Premio de los Países Bajos y el de Australia debido a que estaba lesionado.
En 2009 fue confirmado en el equipo, esta vez teniendo como su compañero de equipo a Randy Krummenacher. Obtuvo su mejor resultado en España y Alemania, alcanzando el octavo puesto en ambas competiciones. Concluyó la temporada en el puesto décimo octavo con 37 puntos. Esta temporada se vio obligado a saltar el Gran Premio de Valencia debido a una fractura del quinto metatarsiano de su pie derecho.
En 2010, compite con Aprilia en el equipo Andalucía Cajasol y su compañero de equipo fue Alberto Moncayo. Obtuvo su mejor resultado en Indianápolis, donde alcanzó un sexto puesto. Terminó la temporada en la décima posición con 93 puntos.
En 2011 ficha por el equipo Mahindra, donde correrá los mundiales de 2011 y 2012. Durante el Gran Premio de Valencia de 2011 obtuvo su primera pole position gracias a un parón provocado por la lluvia en los últimos 4 minutos de la clasificación.

## Resultados

### Campeonato del Mundo de Motociclismo
Sistema de puntuación de 1993 hasta 2022:
| Posición | 1.º | 2.º | 3.º | 4.º | 5.º | 6.º | 7.º | 8.º | 9.º | 10.º | 11.º | 12.º | 13.º | 14.º | 15.º |
| Puntos   | 25  | 20  | 16  | 13  | 11  | 10  | 9   | 8   | 7   | 6    | 5    | 4    | 3    | 2    | 1    |

#### Por temporada
| Año     | Cat.  | Moto        | Equipo                   | N.º   | Carreras | Victorias | Podios | Poles | V.Ráp. | Pts.  | Pos. |
| ------- | ----- | ----------- | ------------------------ | ----- | -------- | --------- | ------ | ----- | ------ | ----- | ---- |
| 2006    | 125cc | Honda       | Repsol Honda             | 39    | 0        | 0         | 0      | 0     | 0      | 0     | NC   |
| 2007    | 125cc | Honda       | De Graaf Grand Prix      | 99    | 17       | 0         | 0      | 0     | 0      | 3     | 26.º |
| 2008    | 125cc | Aprilia     | De Graaf Grand Prix      | 99    | 15       | 0         | 0      | 0     | 0      | 35    | 19.º |
| 2009    | 125cc | Aprilia     | De Graaf Grand Prix      | 99    | 15       | 0         | 0      | 0     | 0      | 38.5  | 17.º |
| 2010    | 125cc | Aprilia     | Andalucía Cajasol        | 99    | 17       | 0         | 0      | 0     | 0      | 93    | 10.º |
| 2011    | 125cc | Mahindra    | Mahindra Racing          | 99    | 16       | 0         | 0      | 1     | 0      | 24    | 19.º |
| 2012    | Moto3 | Mahindra    | Mahindra Racing          | 99    | 14       | 0         | 0      | 0     | 0      | 0     | NC   |
| 2013    | Moto3 | Suter Honda | Ambrogio Racing          | 99    | 6        | 0         | 0      | 0     | 0      | 15    | 20.º |
| 2016    | Moto3 | Mahindra    | Platinum Bay Real Estate | 22    | 2        | 0         | 0      | 0     | 0      | 0     | NC   |
| Total   | Total | Total       | Total                    | Total | 102      | 0         | 0      | 1     | 0      | 208.5 |      |
| Fuente: |       |             |                          |       |          |           |        |       |        |       |      |

#### Carreras por año
(Carreras en negrita indica pole position, carreras en cursiva indica vuelta rápida)
| Año  | Cat.  | Moto        | 1       | 2       | 3       | 4       | 5       | 6       | 7       | 8       | 9       | 10      | 11      | 12      | 13      | 14      | 15      | 16      | 17      | 18  | Pos. | Pts. |
| ---- | ----- | ----------- | ------- | ------- | ------- | ------- | ------- | ------- | ------- | ------- | ------- | ------- | ------- | ------- | ------- | ------- | ------- | ------- | ------- | --- | ---- | ---- |
| 2006 | 125cc | Honda       | SPA     | QAT     | TUR     | CHN     | FRA     | ITA     | CAT DNQ | NED     | GBR     | GER     | CZE     | MAL     | AUS     | JPN     | POR     | VAL     |         |     | NC   | 0    |
| 2007 | 125cc | Honda       | QAT Ret | SPA Ret | TUR 23  | CHN 23  | FRA 27  | ITA 21  | CAT 26  | GBR 25  | NED Ret | GER 27  | CZE 28  | RSM 30  | POR 20  | JPN 13  | AUS Ret | MAL 22  | VAL 21  |     | 26.º | 3    |
| 2008 | 125cc | Aprilia     | QAT 6   | SPA Ret | POR 5   | CHN Ret | FRA 21  | ITA Ret | CAT 11  | GBR Ret | NED DNS | GER Ret | CZE Ret | RSM 14  | IND 15  | JPN 10  | AUS DNS | MAL Ret | VAL Ret |     | 19.º | 35   |
| 2009 | 125cc | Aprilia     | QAT 9   | JPN 11  | SPA 8   | FRA Ret | ITA Ret | CAT Ret | NED Ret | GER 8   | GBR Ret | CZE 16  | IND 11  | RSM 10  | POR Ret | AUS 13  | MAL Ret | VAL DNS |         |     | 17.º | 38.5 |
| 2010 | 125cc | Aprilia     | QAT 11  | SPA Ret | FRA 9   | ITA 10  | GBR 10  | NED 7   | CAT 10  | GER 7   | CZE Ret | IND 6   | RSM 10  | ARA 9   | JPN 7   | MAL Ret | AUS 10  | POR 9   | VAL 16  |     | 10.º | 93   |
| 2011 | 125cc | Mahindra    | QAT 16  | SPA Ret | POR 16  | FRA Ret | CAT Ret | GBR 11  | NED 13  | ITA Ret | GER 14  | CZE 12  | IND DNS | RSM 21  | ARA 15  | JPN Ret | AUS 10  | MAL 13  | VAL Ret |     | 19.º | 24   |
| 2012 | Moto3 | Mahindra    | QAT 18  | SPA Ret | POR Ret | FRA Ret | CAT Ret | GBR Ret | NED Ret | GER 18  | ITA 20  | IND DNS | CZE     | RSM Ret | ARA 25  | JPN 26  | MAL Ret | AUS DNS | VAL Ret |     | NC   | 0    |
| 2013 | Moto3 | Suter Honda | QAT 11  | AME 11  | SPA 13  | FRA DNS | ITA 17  | CAT 14  | NED Ret | GER     | IND     | CZE     | GBR     | RSM     | ARA     | MAL     | AUS     | JPN     | VAL     |     | 20.º | 15   |
| 2016 | Moto3 | Mahindra    | QAT     | ARG     | AME     | SPA     | FRA     | ITA     | CAT     | NED 22  | GER 22  | AUT     | CZE     | GBR     | RSM     | ARA     | JPN     | AUS     | MAL     | VAL | NC   | 0    |

### Campeonato Mundial de Supersport

#### Por temporada
| Año     | Moto           | Equipo           | N.º   | Carreras | Victorias | Podios | Poles | V.Ráp. | Pts. | Pos. |
| ------- | -------------- | ---------------- | ----- | -------- | --------- | ------ | ----- | ------ | ---- | ---- |
| 2013    | Honda CBR600RR | PTR Honda        | 66    | 4        | 0         | 0      | 0     | 0      | 5    | 26.º |
| 2020    | Yamaha YZF-R6  | WRP Wepol Racing | 99    | 15       | 0         | 0      | 0     | 0      | 80   | 11.º |
| 2021    | Yamaha YZF-R6  | WRP Wepol Racing | 99    | 4        | 0         | 0      | 0     | 0      | -    | -º   |
| Total   | Total          | Total            | Total | 19       | 0         | 0      | 0     | 0      | 85   |      |
| Fuente: |                |                  |       |          |           |        |       |        |      |      |

#### Carreras por año
(Carreras en negrita indica pole position, carreras en cursiva indica vuelta rápida)
| Año  | Moto  | 1   | 2   | 3   | 4   | 5   | 6   | 7   | 8   | 9   | 10     | 11     | 12     | 13     | 14 | 15 | Pos. | Pts. |
| ---- | ----- | --- | --- | --- | --- | --- | --- | --- | --- | --- | ------ | ------ | ------ | ------ | -- | -- | ---- | ---- |
| 2013 | Honda | AUS | SPA | NED | ITA | GBR | POR | ITA | RUS | GBR | GER 23 | TUR 18 | FRA 17 | SPA 11 |    |    | 26.º | 5    |

| Año     | Moto   | 1      | 1   | 2      | 2      | 3      | 3      | 4       | 4       | 5      | 5       | 6      | 6     | 7      | 7     | 8      | 8      | 9   | 9   | 10  | 10  | 11  | 11  | 12  | 12  | Pos. | Pts. |
| Año     | Moto   | R1     | R2  | R1     | R2     | R1     | R2     | R1      | R2      | R1     | R2      | R1     | R2    | R1     | R2    | R1     | R2     | R1  | R2  | R1  | R2  | R1  | R2  | R1  | R2  | Pos. | Pts. |
| ------- | ------ | ------ | --- | ------ | ------ | ------ | ------ | ------- | ------- | ------ | ------- | ------ | ----- | ------ | ----- | ------ | ------ | --- | --- | --- | --- | --- | --- | --- | --- | ---- | ---- |
| 2020    | Yamaha | AUS 10 |     | SPA 12 | SPA 11 | POR 11 | POR 22 | SPA 9   | SPA 9   | SPA 8  | SPA 10  | SPA 18 | SPA 9 | FRA 10 | FRA 8 | POR 11 | POR 10 |     |     |     |     |     |     |     |     | 11.º | 80   |
| 2021    | Yamaha | SPA    | SPA | POR    | POR    | ITA    | ITA    | NED ret | NED ret | CZE 20 | CZE ret | SPA    | SPA   | FRA    | FRA   | SPA    | SPA    | SPA | SPA | POR | POR | ARG | ARG | IDN | IDN | -º   | -    |
| Fuente: |        |        |     |        |        |        |        |         |         |        |         |        |       |        |       |        |        |     |     |     |     |     |     |     |     |      |      |